# XLVII Legislatura del Congreso de la Unión de México
La XLVII Legislatura del Congreso de la Unión estuvo conformada por los senadores y los diputados miembros de sus respectivas cámaras. Inició sus funciones el día 1 de septiembre de 1967 y concluyó el 31 de agosto de 1970.
Los senadores fueron elegidos para su cargo en las Elecciones de 1964 por un periodo de seis años (por lo que ejercieron su cargo también en la anterior legislatura) y los diputados fueron elegidos en las Elecciones de 1967 para un periodo de tres años.
La conformación de la XLVII Legislatura fue como sigue:

## Senado de la República
Los miembros del Senado de la República fueron elegidos dos por cada uno de los 29 estados y dos por el Distrito Federal, dando un total de 60 senadores.

### Número de Senadores por partido político
|  | Partido                              | Senadores |
|  | ------------------------------------ | --------- |
|  | Partido Revolucionario Institucional | 60        |

Los 60 Senadores que conforman la XLVII Legislatura fueron los siguientes:

### Senadores por entidad federativa
| Estado           | Senador                                               | Partido | Estado          | Senador                                                  | Partido |
| ---------------- | ----------------------------------------------------- | ------- | --------------- | -------------------------------------------------------- | ------- |
| Aguascalientes   | Luis Gómez Z.                                         |         | Morelos         | Diódoro Rivera Uribe                                     |         |
| Aguascalientes   | Alberto Alcalá de Lira                                |         | Morelos         | Antonio Flores Mazari                                    |         |
| Baja California  | Hermenegildo Cuenca Díaz                              |         | Nayarit         | Alfonso Guerra Olivares                                  |         |
| Baja California  | Eduardo Tonella Escamilla Suple a José Ricardi Tirado |         | Nayarit         | Ricardo Marín Ramos                                      |         |
| Campeche         | María Lavalle Urbina                                  |         | Nuevo León      | Armando Arteaga Santoyo                                  |         |
| Campeche         | Ramón Marrero Ortiz Suple a Carlos Sansores Pérez     |         | Nuevo León      | Napoleón Gómez Sada                                      |         |
| Chiapas          | Andrés Serra Rojas                                    |         | Oaxaca          | Rodolfo Sandoval López Suple a José Pacheco Iturribarría |         |
| Chiapas          | Arturo Moguel Esponda                                 |         | Oaxaca          | Raúl Bolaños-Cacho Güendulain                            |         |
| Chihuahua        | Luis L. León                                          |         | Puebla          | Gonzalo Bautista O'Farrill                               |         |
| Chihuahua        | Manuel Bernardo Aguirre                               |         | Puebla          | Eduardo Cué Merlo                                        |         |
| Coahuila         | Eulalio Gutiérrez Treviño                             |         | Querétaro       | Eduardo Luque Loyola                                     |         |
| Coahuila         | Florencio Barrera Fuentes                             |         | Querétaro       | Manuel Soberanes Muñoz                                   |         |
| Colima           | Jesús Robles Martínez                                 |         | San Luis Potosí | Juan José González Bustamante                            |         |
| Colima           | Alfredo Ruiseco Avellaneda                            |         | San Luis Potosí | Jesús N. Noyola Zepeda                                   |         |
| Distrito Federal | Luis González Aparicio                                |         | Sinaloa         | Manuel Sarmiento Sarmiento                               |         |
| Distrito Federal | Jesús Yurén Aguilar                                   |         | Sinaloa         | Amador Estrada Rodríguez                                 |         |
| Durango          | Alberto Terrones Benítez                              |         | Sonora          | Mario Morúa Johnson Suple a Juan de Dios Bojórquez       |         |
| Durango          | Cristóbal Guzmán Cárdenas                             |         | Sonora          | Alicia Arellano Tapia                                    |         |
| Guanajuato       | Manuel M. Moreno                                      |         | Tabasco         | Gustavo Rovirosa Pérez                                   |         |
| Guanajuato       | Juan Pérez Vela                                       |         | Tabasco         | Fausto Pintado Borrego                                   |         |
| Guerrero         | Baltazar R. Leyva Mancilla                            |         | Tamaulipas      | Magdaleno Aguilar Castillo                               |         |
| Guerrero         | Ezequiel Padilla Peñaloza                             |         | Tamaulipas      | Antonio García Rojas                                     |         |
| Hidalgo          | Manuel Sánchez Vite                                   |         | Tlaxcala        | Ignacio Bonilla Vázquez                                  |         |
| Hidalgo          | Oswaldo Cravioto Cisneros                             |         | Tlaxcala        | Luciano Huerta Sánchez                                   |         |
| Jalisco          | Filiberto Ruvalcaba Sánchez                           |         | Veracruz        | Rafael Murillo Vidal                                     |         |
| Jalisco          | Salvador Corona Bandín                                |         | Veracruz        | Arturo Llorente González                                 |         |
| México           | Mario Olivera Gómez Tagle                             |         | Yucatán         | Ramón Osorio y Carvajal Suple a Rafael Matos Escobedo    |         |
| México           | Fernando Ordorica Inclán                              |         | Yucatán         | Carlos Loret de Mola Mediz                               |         |
| Michoacán        | Jesús Romero Flores                                   |         | Zacatecas       | Manuel Tello Baurraud                                    |         |
| Michoacán        | Rafael Galván                                         |         | Zacatecas       | José González Varela                                     |         |

## Cámara de Diputados
La composición de la Cámara de Diputados en la XLVIII Legislatura fue como sigue:

### Número de Diputados por partido político
| Partido | Partido                                     | Diputados Mayoría relativa | Diputados de Partido | Total |
| ------- | ------------------------------------------- | -------------------------- | -------------------- | ----- |
|         | Partido Revolucionario Institucional        | 174                        | 0                    | 174   |
|         | Partido Acción Nacional                     | 1                          | 19                   | 20    |
|         | Partido Popular Socialista                  | 0                          | 10                   | 10    |
|         | Partido Auténtico de la Revolución Mexicana | 0                          | 6                    | 6     |
| Total   | Total                                       | Total                      | Total                | 210   |

### Diputados por distrito uninominal (mayoría relativa)
| Estado                        | Distrito | Diputado                                | Partido                 | Estado                 | Distrito | Diputado                                               | Partido                                     |
| ----------------------------- | -------- | --------------------------------------- | ----------------------- | ---------------------- | -------- | ------------------------------------------------------ | ------------------------------------------- |
| Aguascalientes                | 1        | Francisco Guel Jiménez                  |                         | México                 | 4        | José Gil Valdez Suple a Ignacio Pichardo Pagaza        |                                             |
| Aguascalientes                | 2        | José Refugio Esparza Reyes              |                         | México                 | 5        | Faustino Sánchez Pinto                                 |                                             |
| Baja California               | 1        | Francisco Muñoz Franco                  |                         | México                 | 6        | Leonel Domínguez Rivero                                |                                             |
| Baja California               | 2        | Gustavo Aubanel Vallejo                 |                         | México                 | 7        | Leonardo Rodríguez Alcaine                             |                                             |
| Baja California               | 3        | Celestino Salcedo Monteón               |                         | México                 | 8        | Antonio Bernal Tenorio                                 |                                             |
| Baja California, Terr. Sur de | Único    | Ángel César Mendoza Arámburo            |                         | México                 | 9        | Ángel Bonifaz Ezeta                                    |                                             |
| Campeche                      | 1        | Ramón Alcalá Ferrera                    |                         | Michoacán              | 1        | María Guadalupe Calderón de Herrera                    |                                             |
| Campeche                      | 2        | Manuel Pavón Bahaine                    |                         | Michoacán              | 2        | Pedro Rubio Zataray                                    |                                             |
| Chiapas                       | 1        | Martha Luz Rincón Castillejos           |                         | Michoacán              | 3        | José Encarnación Tellitud Reyes                        |                                             |
| Chiapas                       | 2        | Roberto Coello Lescieur                 |                         | Michoacán              | 4        | José Valdovinos Garza                                  |                                             |
| Chiapas                       | 3        | Edgar Robledo Santiago                  |                         | Michoacán              | 5        | Carlos Grajeda Rodríguez                               |                                             |
| Chiapas                       | 4        | Daniel Robles Sasso                     |                         | Michoacán              | 6        | Roberto Reyes Pérez Ontiveros                          |                                             |
| Chiapas                       | 5        | Elección nula                           |                         | Michoacán              | 7        | Noberto Mora Plancarte                                 |                                             |
| Chiapas                       | 6        | Patrocinio González Garrido             |                         | Michoacán              | 8        | Eleccion nula                                          |                                             |
| Chihuahua                     | 1        | Mariano Valenzuela Ceballos             |                         | Michoacán              | 9        | Guillermo Morfín García                                |                                             |
| Chihuahua                     | 2        | Pablo Picharra Esparza                  |                         | Morelos                | 1        | Javier Bello Yllanes                                   |                                             |
| Chihuahua                     | 3        | Guillermo Quijas Cruz                   |                         | Morelos                | 2        | Elpidio Perdomo García                                 |                                             |
| Chihuahua                     | 4        | Armando B. Chávez                       |                         | Nayarit                | 1        | Pedro López Díaz Suple a Roberto Gómez Reyes           |                                             |
| Chihuahua                     | 5        | Everardo Escárcega López                |                         | Nayarit                | 2        | Emilio M. González                                     |                                             |
| Chihuahua                     | 6        | Armando Bejarano Pérez                  |                         | Nuevo León             | 1        | Pedro F. Quintanilla Coffin                            |                                             |
| Coahuila                      | 1        | José de las Fuentes Rodríguez           |                         | Nuevo León             | 2        | Luis M. Farías                                         |                                             |
| Coahuila                      | 2        | Heriberto Ramos González                |                         | Nuevo León             | 3        | Virgilio Cárdenas García                               |                                             |
| Coahuila                      | 3        | Juan Manuel Berlanga García             |                         | Nuevo León             | 4        | Graciano Bortoni Urteaga                               |                                             |
| Coahuila                      | 4        | Feliciano Morales Ramos                 |                         | Nuevo León             | 5        | Eloy Treviño Rodríguez                                 |                                             |
| Colima                        | 1        | Ricardo Guzmán Nava                     |                         | Oaxaca                 | 1        | Macedonio Benítez Fuentes                              |                                             |
| Colima                        | 2        | Ramiro Santana Ugarte                   |                         | Oaxaca                 | 2        | Juvencio Molina Valera                                 |                                             |
| Distrito Federal              | 1        | Pedro Luis Bartilotti Perea             |                         | Oaxaca                 | 3        | Jorge Fernando Iturribarría Martínez                   |                                             |
| Distrito Federal              | 2        | José del Valle de la Cajiga             |                         | Oaxaca                 | 4        | Rodrigo Bravo Ahuja                                    |                                             |
| Distrito Federal              | 3        | Ernesto Quiñones López                  |                         | Oaxaca                 | 5        | Diódoro Carrasco Palacios                              |                                             |
| Distrito Federal              | 4        | Octavio Hernández González              |                         | Oaxaca                 | 6        | Dagoberto Flores Betancourt                            |                                             |
| Distrito Federal              | 5        | Gilberto Aceves Alcocer                 |                         | Oaxaca                 | 7        | Manuel Hernández Hernández                             |                                             |
| Distrito Federal              | 6        | Ignacio Castillo Mena                   |                         | Oaxaca                 | 8        | Manuel Iglesias Meza                                   |                                             |
| Distrito Federal              | 7        | Jorge Durán Chávez                      |                         | Oaxaca                 | 9        | Fernando Moncada Díaz                                  |                                             |
| Distrito Federal              | 8        | Eleuterio Macedo Valdez                 |                         | Puebla                 | 1        | Blas Chumacero                                         |                                             |
| Distrito Federal              | 9        | Javier Blanco Sánchez                   | Partido Acción Nacional | Puebla                 | 2        | Atilano Pacheco Huerta                                 |                                             |
| Distrito Federal              | 10       | Manuel Álvarez González                 |                         | Puebla                 | 3        | Alfonso Meneses González                               |                                             |
| Distrito Federal              | 11       | Pedro Rosas Rodríguez                   |                         | Puebla                 | 4        | Antonio J. Hernández                                   |                                             |
| Distrito Federal              | 12       | Martín Guaida Lara                      |                         | Puebla                 | 5        | Cosme Aguilera Álvarez                                 |                                             |
| Distrito Federal              | 13       | Joaquín Gamboa Pascoe                   |                         | Puebla                 | 6        |                                                        |                                             |
| Distrito Federal              | 14       | Alberto Briceño Ruiz                    |                         | Puebla                 | 7        | Esteban Rangel Alvarado                                |                                             |
| Distrito Federal              | 15       | Enrique Bermúdez Olvera                 |                         | Puebla                 | 8        | René Tirado Fuentes                                    |                                             |
| Distrito Federal              | 16       | Fernando Córdoba Lobo                   |                         | Puebla                 | 9        | Humberto Díaz de León                                  | Partido Auténtico de la Revolución Mexicana |
| Distrito Federal              | 17       | Raúl Noriega Ondovilla                  |                         | Puebla                 | 10       | Horacio Hidalgo Mendoza                                |                                             |
| Distrito Federal              | 18       | Joaquín del Olmo Martínez               |                         | Querétaro              | 1        | José Arana Morán                                       |                                             |
| Distrito Federal              | 19       | Adolfo Ruiz Sosa                        |                         | Querétaro              | 2        | Enrique Redentor Albarrán                              |                                             |
| Distrito Federal              | 20       | Ignacio Guzmán Garduño                  |                         | Quintana Roo, Terr. de | Único    | Eliezar Castro Souza                                   |                                             |
| Distrito Federal              | 21       | Óscar Ramírez Mijares                   |                         | San Luis Potosí        | 1        | Jorge Márquez Borjas                                   |                                             |
| Distrito Federal              | 22       | María Guadalupe Aguirre Soria           |                         | San Luis Potosí        | 2        | Francisco Padrón Puyou                                 |                                             |
| Distrito Federal              | 23       | Hilario Galguera Torres                 |                         | San Luis Potosí        | 3        | Florencio Salazar Martínez                             |                                             |
| Distrito Federal              | 24       | María Elena Jiménez Lozano              |                         | San Luis Potosí        | 4        | Fausto Zapata Loredo Suple a Guillermo Fonseca Álvarez |                                             |
| Durango                       | 1        | Agustín Ruiz Soto                       |                         | San Luis Potosí        | 5        | José de Jesús González Lárraga                         |                                             |
| Durango                       | 2        | Natividad Ibarra Rayas                  |                         | Sinaloa                | 1        | Alfonso Calderón Velarde                               |                                             |
| Durango                       | 3        | Juan Antonio Orozco Fierro              |                         | Sinaloa                | 2        | Mateo Camacho Ontiveros                                |                                             |
| Durango                       | 4        | Antonio Ramírez Martínez                |                         | Sinaloa                | 3        | Miguel Leysson Pérez                                   |                                             |
| Guanajuato                    | 1        | Daniel Chowell Cázares                  |                         | Sinaloa                | 4        | Ernesto Álvarez Nolasco                                |                                             |
| Guanajuato                    | 2        | José Castillo Hernández                 |                         | Sonora                 | 1        | Ignacio Guzmán Gómez                                   |                                             |
| Guanajuato                    | 3        | Andrés Sojo Anaya                       |                         | Sonora                 | 2        | Guillermo Núñez Keith                                  |                                             |
| Guanajuato                    | 4        | Fernando Díaz Durán                     |                         | Sonora                 | 3        | Francisco Villanueva Castelo                           |                                             |
| Guanajuato                    | 5        | Ignacio Vázquez Torres                  |                         | Sonora                 | 4        | Carlos Armando Biebrich                                |                                             |
| Guanajuato                    | 6        | Adolfo Meza Arredondo                   |                         | Tabasco                | 1        | Mario Trujillo García                                  |                                             |
| Guanajuato                    | 7        | María de los Ángeles Contreras Martínez |                         | Tabasco                | 2        | Agapito Domínguez Canabal                              |                                             |
| Guanajuato                    | 8        | Manuel Orozco Irigoyen                  |                         | Tamaulipas             | 1        | Antonio Guerra Díaz                                    |                                             |
| Guanajuato                    | 9        | Enrique Rangel Meléndez                 |                         | Tamaulipas             | 2        | Cristóbal Guevara Delmas                               |                                             |
| Guerrero                      | 1        | Juan Pablo Leyva Córdoba                |                         | Tamaulipas             | 3        | Jesús Elías Piña                                       |                                             |
| Guerrero                      | 2        | Humberto Acevedo Astudillo              |                         | Tamaulipas             | 4        | Elvia Rangel de la Fuente                              |                                             |
| Guerrero                      | 3        | Alberto Díaz Rodríguez                  |                         | Tamaulipas             | 5        | Candelario Pérez Calibrán                              |                                             |
| Guerrero                      | 4        | Israel Nogueda Otero                    |                         | Tlaxcala               | 1        | Nicolás López Galindo                                  |                                             |
| Guerrero                      | 5        | Eusebio Mendoza Ávila                   |                         | Tlaxcala               | 2        | Germán Cervón del Razo                                 |                                             |
| Guerrero                      | 6        |                                         |                         | Veracruz               | 1        | Héctor Cequera Rivera                                  |                                             |
| Hidalgo                       | 1        | Adalberto Cravioto Meneses              |                         | Veracruz               | 2        | Silverio Ricardo Alvarado                              |                                             |
| Hidalgo                       | 2        | Raúl Vargas Ortiz                       |                         | Veracruz               | 3        | Heriberto Kehoe Vincent                                |                                             |
| Hidalgo                       | 3        | Sergio Butrón Casas                     |                         | Veracruz               | 4        | Julio César Gutiérrez Calderón                         |                                             |
| Hidalgo                       | 4        | José Gonzalo Badillo Ortiz              |                         | Veracruz               | 5        | Rodolfo Virués del Castillo                            |                                             |
| Hidalgo                       | 5        | Humberto Lugo Gil                       |                         | Veracruz               | 6        | Raúl Olivares Vionet                                   |                                             |
| Jalisco                       | 1        | Adalberto Padilla Quiroz                |                         | Veracruz               | 7        | Acela Servín Murrieta                                  |                                             |
| Jalisco                       | 2        | Miguel de Alba Arroyo                   |                         | Veracruz               | 8        | Helio García Alfaro                                    |                                             |
| Jalisco                       | 3        | José María García Plascencia            |                         | Veracruz               | 9        | Daniel Sierra Rivera                                   |                                             |
| Jalisco                       | 4        | Felipe López Prado                      |                         | Veracruz               | 10       | Hesiquio Aguilar Marañón                               |                                             |
| Jalisco                       | 5        | Leopoldo Hernández Partida              |                         | Veracruz               | 11       | Román Garzón Arcos                                     |                                             |
| Jalisco                       | 6        | Alfonso de Alba Martín                  |                         | Veracruz               | 12       | Mariano Ramos Zarrabal                                 |                                             |
| Jalisco                       | 7        | Renaldo Guzmán Orozco                   |                         | Veracruz               | 13       | Celso Vázquez Ramírez                                  |                                             |
| Jalisco                       | 8        | José de Jesús Bueno Amézcua             |                         | Veracruz               | 14       | Rafael Cárdenas Lomelí                                 |                                             |
| Jalisco                       | 9        | Ignacio González Rubio                  |                         | Yucatán                | 1        | Rubén Encalada Alonzo                                  |                                             |
| Jalisco                       | 10       | Luis Javier Luna Bracamontes            |                         | Yucatán                | 2        | Julio Bobadilla Peña                                   |                                             |
| Jalisco                       | 11       | Sebastián García Barragán               |                         | Yucatán                | 3        | Víctor Manzanilla Schaffer                             |                                             |
| Jalisco                       | 12       | Guillermo Cosío Vidaurri                |                         | Zacatecas              | 1        | Calixto Medina Medina                                  |                                             |
| México                        | 1        | Arturo Flores Mercado                   |                         | Zacatecas              | 2        | Rosa María Ortiz de Castañeda                          |                                             |
| México                        | 2        | Gregorio Velázquez Sánchez              |                         | Zacatecas              | 3        | Antonio Ruelas Cuevas                                  |                                             |
| México                        | 3        | Fernando Suárez del Solar               |                         | Zacatecas              | 4        | Juan Martínez Tobías                                   |                                             |

### Diputados de partido
| Diputado                       | Partido | Diputado                              | Partido | Diputado                              | Partido |
| ------------------------------ | ------- | ------------------------------------- | ------- | ------------------------------------- | ------- |
| Adrián Peña Soto               |         | Ramiro González Luna                  |         | Ezequiel Rodríguez Arcos              |         |
| Abel Martínez Martínez         |         | Rigoberto López Sedano                |         | Ángel Baltazar Barajas                |         |
| Astolfo Vicencio Tovar         |         | Enrique Fuentes Martínez              |         | Carlos Sánchez Cárdenas               |         |
| José Ángel Conchello           |         | Felipe Gutiérrez Zorrilla             |         | Miguel Luna Estrada                   |         |
| Gerardo Medina Valdez          |         | Graciela Aceves Pérez                 |         | Pánfilo Orozco Álvarez                |         |
| Juan Manuel Gómez Morín Torres |         | Octavio Corral Romero                 |         | Fernando Vázquez Ávila                |         |
| Juan José Hinojosa Hinojosa    |         | Francisco Xavier Aponte Robles Arenas |         | Isaura Murguía viuda de Sordo Noriega |         |
| Rafael Preciado Hernández      |         | Indalecio Sáyago Herrera              |         | Adrián Tiburcio González              |         |
| Manuel González Hinojosa       |         | Lázaro Rubio Félix                    |         | Juan C. Peña Ochoa                    |         |
| Efraín González Morfín         |         | Hortensia Rojas Velázquez             |         | Félix Riojas Rivera                   |         |
| Antonio Obregón Padilla        |         | Gloria Rodríguez Aceves               |         |                                       |         |
| Alfonso Ituarte Servín         |         | Fernando Peraza Medina                |         |                                       |         |